# Петар Чecтић
Петар Честић (1. фебруар 1974), бивши српски фудбалер.
Рођен је у Београду. Током своје каријере наступао је за: Партизан, Земун, Биг Бул и Рад, белгијски Ројал Антверпен, кинески Пекинг Гуан, израелску Бнеј Јехуду и аустралијски Аделејд сити.